# 가시파래
가시파래(학명: Ulva prolifera)는 갈파래과의 다년생 해조류이다. 생김새는 김과 비슷하지만, 머리털 같이 가느다라며 푸른색을 띄는 것이 다르다. 흔히 감태라고 불리지만, 갈조류 해조인 감태(Ecklonia cava)와는 달리 녹조류 갈파래속에 속한다.

## 소개
성장조건이 까다로워 양식이 불가능하며 12월에서 3월 사이 추운 겨울에 생산된다.
서해안에서도 일부지역에서만 소량 생산되고 있으며 주로 서산시에서 생산되고 있다.
가시파래는 장기 보관방법이 보편화 되지 않아 주변 주민들에게만 유통이 돼 일반사람들에게 많이 알려지지 않았으나
2016년도에 KBS 의 "6시 내고향", SBS 등에서 서산시 팔봉면 가시파래에 대한 소개를 한 이후 사람들의 관심을 받기 시작했다.

## 요리
가시파래 요리방법으로는 무침용과 국거리용으로 서남해안 등 일부지역에서 이용하고 있으며, 전복의 먹이 또는 다이어트 및 순환기, 소화기 계통의 제약원료로써 이용되고 있다.

감태김
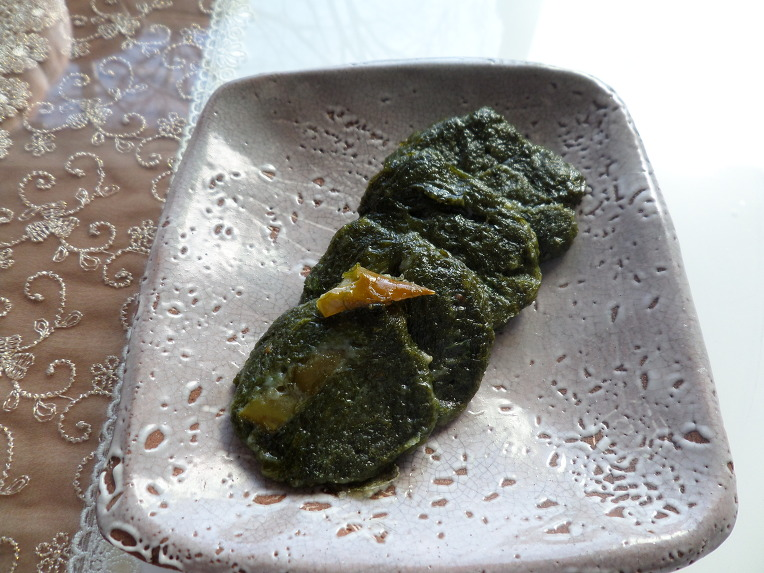
감태전
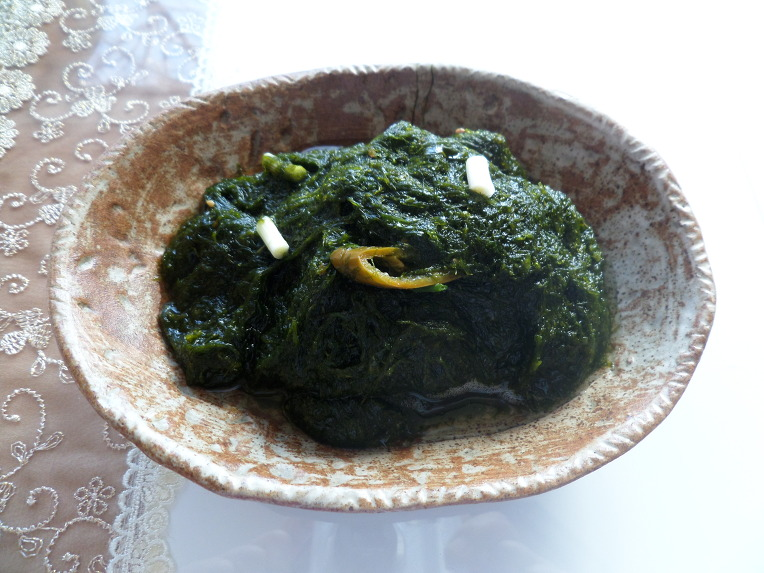
감태지

## 효능
- 노화방지와 당뇨, 동맥경화, 지방간에 좋다[4].